# Vảy tê tê đẹp
Vảy tê tê đẹp hay chuỗi tiền, đồng tiền, tràng quả đẹp, bài tiền thảo, xìa tiền (danh pháp: Phyllodium pulchellum) là loài thực vật thuộc họ Đậu.